# Sir Dawda Kairaba Jawara International Conference Centre

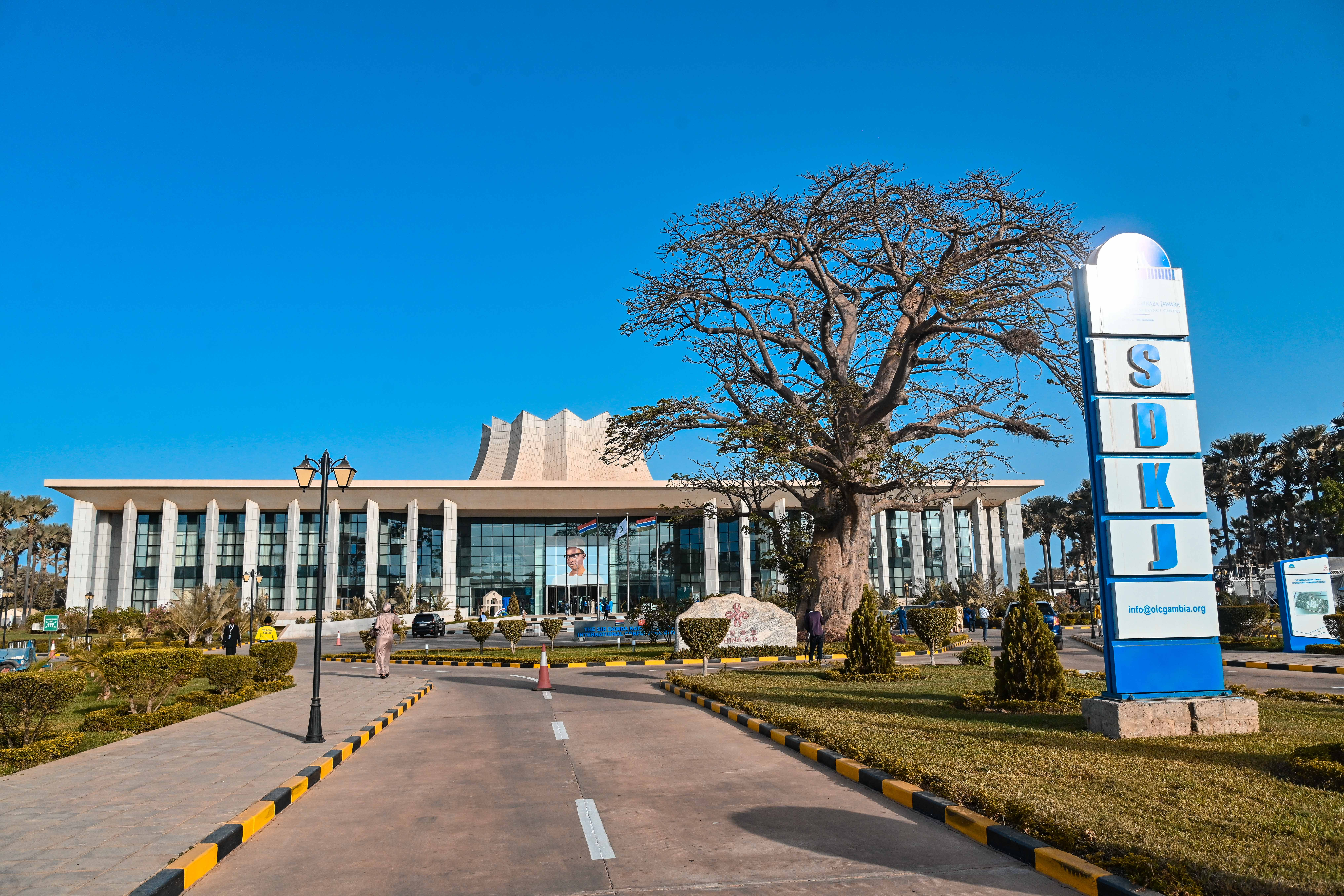
Sir Dawda Kairaba Jawara International Conference Centre (2024)

Das Sir Dawda Kairaba Jawara International Conference Centre in dem westafrikanischen Staat Gambia ist ein Kongresszentrum, das im Januar 2020 eröffnet wurde.

## Baubeschreibung

### Lage und Architektur
Das Kongresszentrum liegt in Bijilo (West Coast Region, Distrikt Kombo North) unmittelbar an der Küste des Atlantischen Ozeans, nördlich des Bijilo Forest Parks und des International Trypanotolerance Centre (ITC). An der Ostseite ist das Kongresszentrum an den Senegambia Highway angebunden.
Die Grundfläche des Gebäudes beträgt ca. 11.400 m², seine Nutzfläche 14.000 m². Der Baukörper ist grundsätzlich von quadratischer Form. In der Mitte, also oberhalb des großen Konferenzsaals, erhebt sich ein kegelstumpfähnlicher Baukörper, der Tageslicht in den Konferenzsaal einlässt. Man erkennt, dass auf die Islamische Architektur Bezug genommen wurde.
Der große zentrale Konferenzsaal/Plenarsaal bietet Sitzplätze für mehr als 1000 Personen, so dass das Zentrum für große internationale Treffen genutzt werden kann. Weiter hat das Kongresszentrum vier an den Plenarsaal angrenzende Konferenzsäle, VIP-Räume, elf bilaterale Räume, vier Presseräume, Besprechungsräume, Büros, Bankettsäle und Unterhaltungsräume mit Meeresblick.

### Geschichte

#### Planungen
Der Bau dieses Zentrums war ein vorrangiges Projekt, da es eine Voraussetzung für die Ausrichtung des Gipfels der Organisation für Islamische Zusammenarbeit (OIC) im Jahr 2022 ist. Die Einrichtung ist auch forciert worden, um einen langjährigen Bedarf in einer Nische für Tourismus und Entwicklung zu decken, wie es im Nationalen Entwicklungsplan (2018–2021) vorgeschlagen wurde. Das Projekt wurde mit einem finanziellen Aufwand von 50 Mio. US$ (ca. 45 Mio. €) angegeben und wurde von der Volksrepublik China gefördert. Ursprünglich war Gambia als Austragungsort für das Gipfeltreffen der muslimischen Welt im Jahr 2019 eingeplant, aber die Veranstaltung wurde nach Saudi-Arabien verlegt, weil in Banjul die erforderliche Infrastruktur fehlte.

#### Die Arbeiten am Bau
Die Rodungen des Geländes begannen 2017, ohne dass die Zivilgesellschaft über das Projekt informiert wurde. Ein Teil des ursprünglichen Geländes des Bijilo Forest Parks, umgangssprachlich auch Monkey Park genannt, wurde dabei abgetreten. In der Bevölkerung gab es deswegen Proteste.
Der Grundstein des ICC wurde im September 2017 von Präsident Barrow gelegt. Zugegen bei der Einweihung war Chinas Botschafter in Gambia Zhang Zeming.
Die Arbeiten im Gelände begannen Mitte 2017 und dauerten zwei Jahre, die vor dem Zeitplan abgeschlossen wurden. 500 Arbeiter waren am Bau beschäftigt. Es bot die Möglichkeit des Transfers von Wissen und Fähigkeiten an gambische Staatsangehörige zur Entwicklung der lokalen Bauindustrie.
Nach dem Abschluss der Bauarbeiten am Kongresszentrum soll der Bau einer größeren Autobahn, zwischen dem Kongresszentrum und den internationalen Flughafen von Banjul, und einem VIP-Hotel zur Unterbringung der Gäste, begonnen werden. Das Autobahn- und Hotelprojekt sollen noch 2020, zwei Jahre vor dem OIC Banjul Summit, in Angriff genommen werden.

#### Einweihung
Präsident Adama Barrow hat das als „International Conference Centre“ (ICC) benannte das Projekt nach Gambias erstem Präsidenten Sir Dawda Kairaba Jawara (1924–2019), um sein Vermächtnis zu ehren. Jawara verstarb Ende August 2019 95-jährig. Dies ließ Barrow in eine Pressemeldung in der Woche vor der Einweihung durch das Ministerium für Verkehr, Bau und Infrastruktur verlautbaren. Die Einweihung durch ihn, den Präsidenten, erfolgte am 11. Januar 2020. Zugegen bei der Einweihung war Chinas Botschafter in Gambia, Ma Jianchun (马建春).